# پری‌الیکایی نوک‌پهن
پری‌الیکایی نوک‌پهن (نام علمی: Malurus grayi) نام یک گونه از سرده پری‌الیکایی است.